# 711 (Quality Comics)
#711 — супергерой из Золотого Века комиксов. Он был создан Джорджем Бреннером и опубликован Quality Comics. #711 впервые появился в Police Comics #1 (август 1941) и показывающийся до #15 (январь 1943), когда он был убит.

## Вымышленная биография персонажа
Дэниел Дайс был окружным прокурором, который был почти точной копией своего друга, Джейкоба Хорна. Джейкоб был в тюрьме, но хотел увидеть свою беременную жену, так Дэниел согласился стать заключённым, в то время как Джейкоб был со своей женой. Однако Джейкоб умер в автокатастрофе на пути в госпиталь, так Дэниел остался в тюрьме. Дэниел был способен проложить тоннель, чтобы спасти себя, но вместо побега он решил вернуться в свою камеру. Каждую ночь он использует свой тоннель, чтобы выходить на улицу и бороться с преступностью, потом возвращается до утра. Дайс выбирает имя #711, ссылка на его номер заключённого. После двух лет приключений был убит бандитом Оскаром Джонсом. Герой Судьба видит, что происходит и начинает свою карьеру борца с преступностью, когда #711 умер, заменяя его в будущем в Police Comics.
Как и многие герои комиксов, #711 не носил традиционного костюма, но костюм был смоделирован. Дэниел носил зелёную накидку, коричневый деловой костюм и широкополую шляпу, которая держала его глаза в тени. Торговым знаком #711 была визитная карточка, изготовленная из зеркала с полоской из металла; когда преступник захочет посмотреть на карту, он увидит себя за решёткой.
После Золотого Века многие персонажи Quality Comics были куплены DC Comics. DC использовали #711 только один раз в его изданиях, Millennium Edition — переиздание его первого появления.